# ベートーベン鈴木
ベートーベン鈴木（ - すずき、本名：鈴木功、1945年3月3日 - ）は、茨城県守谷市出身のシンガーソングライター、東京演芸協会所属のギター漫談家。

## 人物と芸風
日本大学在学中にロックバンド活動に熱中し、1年で中退。『ナッツダンディーズ』を経て、コミックバンド『那須三郎とダスターポット』→『岡本八とダスターポット』ではリードギターを担当。
1972年の『ダスターポット』解散後はナイトクラブで弾き語りをしていたが、1974年に元同僚の岡本とのコンビで『（中小企業楽団）バラクーダー』を結成。作曲を手掛けた「日本全国酒飲み音頭」（72万枚）、「チャカ・ポコ・チャ」（40万枚）、「演歌・血液ガッタガタ」（50万枚）の連続ヒットで、人気者となる。
1986年に『バラクーダー』を円満解散。以降、シンガーソングライター兼ギター漫談家として活動中。

## 一門弟子
- シューベルトまつだ - 水木一郎・ポール牧との共同弟子

## 主な作品
バラクーダ時代の楽曲はバラクーダ参照。
- 「とりあえず音頭」（1991年9月21日）
- 「単身赴任のロックンローラー」（1992年9月21日）

他のシンガーに提供した楽曲
- 「東京カントリーナイト」（1987年 さいたまんぞう、川島恵）
- 「ああ東京カントリーナイト（JR編・私鉄編）」（1997年 さいたまんぞう）